# 958

## Догађаји
- Октобар / новембар – Битка код Рабана: Византијска војска под вођством Јована Цимискија побеђују Хамданидску војску у северној Сирији. Емир Саиф ал-Давла је приморан да се повуче – многи од његових дворских слугу и гилмана беже, док је преко 1.700 његових турских коњаника заробљено и спроведено улицама Цариграда.
- Краљ Беренгар II врши инвазију на Веронску област, који је под контролом војвода од Баварске, и опседа грофа Адалберта Ата у замку Каноса (северна Италија). Беренгар шаље ломбардске експедиционе снаге под својим сином Гајем од Ивреје против Теобалда II, војводе од Сполета. Он заузима Сполето и Камерино.
- Фатимидски генерал Џавхар заузима Ифган, главни град побуњеног хариџитског племена Бану Иа'ла. У наредне две године, Џавхар осваја већи део севера данашњег Марока и Алжира. Нарочито осваја градове Тангер, Сијилмасу и Тлемсен.
- Краљ Ксемагупта умире од грознице након ловачке забаве. Наследио га је најмлађи син Абхимању II. Краљица Дида, удовица Ксемагупта, постаје регент и де факто владар Кашмира (модерна Индија).
- Цар Чаи Ронг из Каснијег Џоуа напада Северни Хан и Китанско царство у Шеснаест префектура (северна Кина), али је поражен.